# Jim Skea
Sir James Ferguson Skea, noto come Jim Skea, (Dundee, 1º settembre 1953), è un climatologo britannico, professore in Energia sostenibile presso l'Imperial College London dal 2009 e presidente del Gruppo intergovernativo sul cambiamento climatico (IPCC) dal 26 luglio 2023.

## Biografia
Skea ha studiato presso l'Università di Edimburgo dove si è laureato in fisica matematica nel 1975 e ha ottenuto il dottorato in ricerca energetica presso il Clare College di Cambridge.
Dal 1978 al 1981 è stato assistente ricercatore presso il Laboratorio Cavendish dell'Università di Cambridge e dal 1981 al 1983 presso il dipartimento di Ingegneria e politica pubblica dell'Università Carnegie Mellon di Pittsburgh, prima come ricercatore associato ospite, poi come assistente professore ospite.
Per l'Unità ricerche in scienze politiche dell'Università del Sussex in qualità di Research fellow (1983-1989), Senior research fellow (1989-1993) e Professorial fellow (1994-1998).
Dal 1998 al 2004 è stato direttore del Policy Studies Institute britannico. Dal 2009 è professore in Energia sostenibile presso il Centro politica ambientale dell'Imperial College London.
Dal 2004 al 2012 è stato direttore delle ricerche dell'UK Energy Research Centre. Dal 2008 al 2018 è stato membro del Comitato sul cambiamento climatico del Regno Unito. Dal 2012 al 2017 Energy strategy fellow del Research Councils UK e dal 2017 al 2023 senior fellow del Consiglio di ricerca in ingegneria e scienze fisiche.

### Gruppo intergovernativo sul cambiamento climatico
Ha iniziato a collaborare con il Gruppo intergovernativo sul cambiamento climatico (IPCC) sin dagli anni novanta, poco dopo la sua fondazione avvenuta nel 1988.
Nel 2008 è entrato a far parte del Bureau, è stato vicepresidente del Working Group III del Quinto Rapporto IPCC (AR5) e co-presidente del Working Group III del Sesto Rapporto IPCC (AR6).
È stato co-autore del Rapporto speciale sul Riscaldamento globale di 1,5 °C presentato nel 2018, del Rapporto speciale sul cambiamento climatico e la terra presentato nel 2019 e del Rapporto sulla mitigazione del cambiamento climatico presentato nel 2022.
Il 26 luglio 2023 è stato eletto presidente dell'IPCC e tra i suoi compiti coordinare i lavori per preparare il Settimo Rapporto IPCC (AR7), che non potrà essere presentato prima del 2028.

## Opere scelte
- (EN) Sonja Boehmer-Christiansen and Jim Skea, Acid Politics: Environmental and Energy Policies in Britain and Germany, Londra, Belhaven Press, 1991, ISBN 1-85293-116-7.
- (EN) Richard Hawkins, Robin Mansell, Jim Skea (a cura di), Standards, Innovation and Competitiveness: The Politics and Economics of Standards in Natural and Technical Environments, Edward Elgar, 1995, ISBN 978-1-85898-037-9.
- (EN) Rupert Howes, Jim Skea, Bob Whelan, Clean and Competitive? Motivating Environmental Performance in Industry, Routledge, 1997, ISBN 978-1-85383-490-5.
- (EN) Steve Sorrell, Jim Skea (a cura di), Pollution for Sale: Emissions Trading and Joint Implementation, Edward Elgar, 1998, ISBN 978-1-84064-010-6.
- (EN) Jim Skea, Paul Ekins, Mark Winskel (a cura di), Energy 2050: making the transition to a secure low carbon energy system, Earthscan, 2011, ISBN 978-1-84971-084-8.
- (EN) Aidan Rhodes, Jim Skea, Matthew Hannon, The Global Surge in Energy Innovation, in Energies, vol. 7, n. 9, 2014,  pp. 5601-5623, ISSN 1996-1073 (WC · ACNP).
- (EN) Rui Hu, Jim Skea, Matthew J. Hannon, Measuring the energy innovation process: An indicator framework and a case study of wind energy in China, in Technological Forecasting and Social Change, vol. 127, febbraio 2018,  pp. 227-244, ISSN 0040-1625 (WC · ACNP).
- (EN) Matthew Hannon, Renée van Diemen e Jim Skea, Examining the Effectiveness of Support for UK Wave Energy Innovation since 2000: Lost at Sea or a New Wave of Innovation? (PDF), Glasgow, University of Strathclyde, 2017.
- (EN) Jim Skea, Renée van Diemen, Matthew Hannon, Evangelos Gazis, and Aidan Rhodes, Energy Innovation for the Twenty-First Century: Accelerating the Energy Revolution, Edward Elgar, 2019, ISBN 978-1-78811-261-1.
- (EN) Jim Skea, Renée van Diemen, Joana Portugal-Pereira, Alaa Al Khourdajie, Outlooks, explorations and normative scenarios: Approaches to global energy futures compared, in Technological Forecasting and Social Change, vol. 168, luglio 2021, ISSN 0040-1625 (WC · ACNP).
- (EN) Jim Skea, Priyadarshi Shukla, Alaa Al Khourdajie, David McCollum, Intergovernmental Panel on Climate Change: Transparencyand integrated assessment modeling, in WIREs Climate Change, vol. 12, n. 5, settembre 2021, ISSN 1757-7780 (WC · ACNP).
- (EN) Danielle Boyd, Minal Pathak, Renée van Diemen, Jim Skea, Mitigation co-benefits of climate change adaptation: A case-study analysis of eight cities, in Sustainable Cities and Society, vol. 77, febbraio 2022.

## Riconoscimenti
- 2000 – Fellow della Royal Society of Arts
- 2005 – Fellow dell'Energy Institute
- 2009 – Certificate of Commendation dell'ambasciatore giapponese nel Regno Unito
- 2010 – Melchett Medal dell'Energy Institute
- 2011 – Fellow onorario della Society for the Environment